# 大嬸婆與小聰明
《大嬸婆與小聰明》是和利得多媒體製作的臺灣原創电视动画，漫畫家刘兴钦原作，2007年客家電視台首播，有國語、閩南話、客家話及英語配音的多種版本
。登場角色除阿三哥、大嬸婆外，包括了劉興欽其它代表作品的漫畫人物「小聰明」、「丁老師」、「智多星」等等。
為和利得多媒體第一個動畫作品
動畫題材主軸是以小聰明替大嬸婆一行人解說著生活周遭各種科學現象的教育內容，集數為共50個短篇。2010年9月17日推出电子漫画

## 配音員
- 大嬸婆：鳥來嬤（吳敏）
- 阿三哥：唐從聖